# Denis Vairasse
Denise Vairasse d'Allais (Alès, 1630 – 1672) è stato uno scrittore francese.

## Biografia

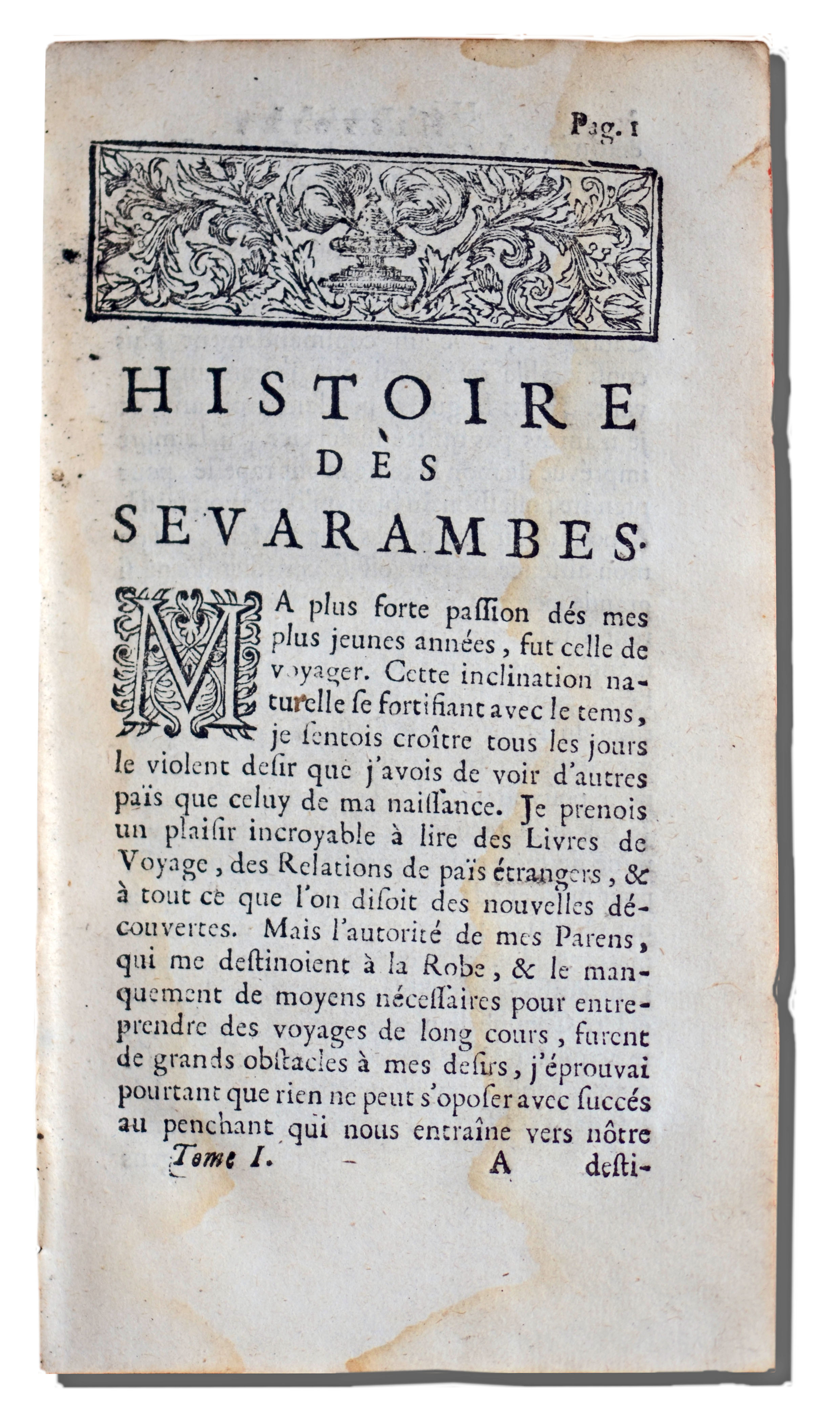
Fac simile della prima pagina della Storia dei Sevarambi (Histoire des Sevarambes) (dopo l'introduzione), nell'edizione del 1734 pubblicata da Henry Desbordes ad Amsterdam.

Soldato francese nella campagna d'Olanda, abbandonò presto la vita militare per l'insegnamento.
Nato in una famiglia ugonotta e fuggito dalla Francia anche per evitare le persecuzioni religiose, divenne notevolmente famoso per The History of the Sevarites or Sevarambi (Histoire des Sévarambes), pubblicato in prima edizione (incompleta) a Londra nel 1675, e poi, completo, in francese (ad Amsterdam, per evitare la censura) nel 1678, e quindi rimaneggiato ed accresciuto dall'autore in edizioni successive, sia in inglese sia in francese.
Questo romanzo si presentava (con un artificio retorico comune in letteratura, si pensi ai Promessi sposi), come la veridica relazione di viaggio di un certo capitano Siden nella Terra Australe (un'isola-continente immaginaria, che si presumeva comprendesse la quasi sconosciuta Australia ed altre terre fino alla Terra del Fuoco). L'opera fu però considerata vera da molti dei suoi lettori, o almeno verosimile, e così fu recensita dal Journal des sçavans nel 1679 (anche se, probabilmente, solo per poter aggirare i limiti della censura).
In realtà quello dei Sevarambi immaginato da Variasse era un continente utopico, utilizzato per svolgere delle critiche filosofico-politico alle religioni rivelate (ed in particolare a quella cattolica del XVII secolo) e per immaginare modi differenti (vicini al pensiero libertino e al razionalismo proto-illuminista inglese) di immaginare il governo e la società. Quest'opera, sia pure senza ottenere una grande rilevanza, fu però presente in molte biblioteche di illuministi successivi, come romanzo filosofico, ottenendo diverse traduzioni nelle diverse lingue europee (in italiano nel 1728). Fu comunque citato da Montesquieu (capitolo VI dello Spirito delle leggi) e molto apprezzata da Swift.

## Opere
- (FR)  Grammaire méthodique contenant les principes de cet art et les règles les plus nécessaires de la langue française, 1681.
- Istoria dei Sevarambi (The History of the Sevarites or Sevarambi, Londra 1675; Histoire des Sévarambes, 1678)., ed.it. S. Coleti, Venezia, 1730